# Fosnia
Fosnia (ukr. Фосня) – przystanek kolejowy w miejscowości Wełyka Fosnia, w rejonie korosteńskim, w obwodzie żytomierskim, na Ukrainie. Położony jest na linii Kalinkowicze – Szepetówka.